# 북숲쥐
북숲쥐(학명: Apodemus sylvaticus)는 유럽과 아프리카 북서 지역에 흔히 서식하는 붉은쥐의 일종이다. 노란목들쥐(Apodemus flavicollis)의 근연종이지만, 목 둘레에 노란 털의 띠가 없는 게 다르며, 귀가 약간 더 작고 몸길이는 약 90mm 정도로 약간 작다.

## 같이 보기
- 한국의 포유동물